# Morulla
La morulla, el calacabot, el cabotí, el gòbit roseti o el roseti (Pseudaphya ferreri) és una espècie de peix de la família dels gòbids i de l'ordre dels perciformes.

## Morfologia
- Els mascles poden assolir 3,5 cm de longitud.[1][2]

## Hàbitat
És un peix marí i de clima subtropical.

## Distribució geogràfica
Es troba a la mar Mediterrània: des de la conca occidental i la mar Adriàtica fins a Israel i el nord de la Península del Sinaí (Egipte).

## Observacions
És inofensiu per als humans.